# Президентские выборы в Венесуэле (1998)
Президентские выборы 1998 года в Венесуэле состоялись 6 декабря 1998 года. Основными кандидатами стали подполковник Уго Чавес, чья армейская карьера закончилась в 1992 году после предпринятой им неудачной попытки военного переворота, и экономист Энрике Салас Рёмер, бывший губернатор штата Карабобо. Оба кандидаты представляли вновь образованные партии, таким образом впервые с 1958 года в реальной борьбе за пост президента не участвовали партии Демократическое действие и КОПЕЙ, много лет владевшими монополией на власть. Чавес представлял Движение за Пятую республику, а Салас Рёмер — «Проект Венесуэла».

## Предыстория
В 1990-х годах Венесуэла оказалась в затяжном экономическом кризисе, во многом вызванном снижением цен на нефть и железную руду, главные экспортные товары страны и сопровождавшимся девальвацией национальной валюты. Ситуация была усугублена политическим кризисом, вызванным как экономическим спадом и снижением уровня жизни, так и многочисленными коррупционными скандалами. В 1993 году судебному преследованию по обвинению во взяточничестве подверглись бывший президент Венесуэлы Хайме Лусинчи (1983—1988) и действующий президент Карлос Андрес Перес (1988—1993), в том же году отстранённый от власти. Итогом стал кризис доверия к обеим основным партиям страны, Демократическому действию и КОПЕЙ. В 1993 году впервые в истории Венесуэлы президентом был избран кандидат не имевший поддержки какой-либо из двух главных партий страны.
Новому главе государства не удалось добиться улучшения экономической ситуации. К 1998 году ситуация в экономике Венесуэлы стала ещё хуже. ВВП на душу населения снизился до уровня 1963 года, составив всего треть от пикового уровня 1978 года; покупательная способность средней заработной платы также составила треть от уровня 1978 года.

### Участие Чавеса
Кризис доверия к политическому истеблишменту начала 1990-х годов вызвал всеобщее недовольство, которое породило брожение в вооружённых силах, вылившиееся в две подряд попытки свержения правительства Андреса Переса. Одна из них, 4 февраля 1992 года, была предпринята группой младших офицеров под руководством подполковника Уго Чавеса. Вопреки надеждам мятежников, большая часть войск сохранили верность властям. Поняв бессмысленность продолжения сопротивления в полдень 4 февраля Уго Чавес сдался властям, призвав своих сторонников сложить оружие и взяв на себя всю ответственность за подготовку и организацию этой операции. В момент ареста, транслировавшегося в прямом эфире, подполковник Чавес заявил, что он и его товарищи складывают оружие исключительно из-за того, что на этот раз им не удалось добиться поставленной цели и чтобы избежать продолжения кровопролития, но их борьба будет продолжена. В 1994 году президент Рафаэль Кальдера помиловал Чавеса, как и других участников неудавшихся военных переворотов 1992 года.
Выйдя из тюрьмы Чавес создал партию Революционное боливарианское движение-200 (исп. Movimiento Bolivariano Revolucionario 200, MBR-200). Первые годы своей политической карьеры он выступал против участия в выборах, считая, что их результаты заранее предопределены, а само голосование служит лишь для легитимизации установленного порядка. Это привело к расколу, в результате которого Чавеса покинул его давний соратник Франсиско Ариас Карденас. Позднее некоторые советники Чавеса, в частности, Луис Микилена, убедили его пересмотреть своё скептическое отношение к выборам, утверждая, что Чавес может выиграть настолько убедительно, что истеблишмент будет вынужден признать его победу. Чавес сформировал команду психологов и социологов из числа преподавателей вузов и студентов, чтобы провести масштабное социологическое исследование. При их поддержке, рядовые члены Боливарианского движения опросили десятки тысяч людей по всей стране. Результаты показали, что 70 % опрошенных готовы поддержать кандидатуру Чавеса на пост президента, при этом 57 % сказали, что будут голосовать за него. На позицию Чавеса в отношении выборов повлияла и победа Ариаса Карденаса как кандидата партии «Радикальное дело» на выборах губернатора штата Сулия в декабре 1995 года. Несмотря на это, многие сторонники Чавеса были по прежнему против участия в выборах, что привело к длительной, в течение года, внутрипартийной дискуссии. Наконец, в апреле 1997 года, Национальный конгресс Боливарианского движения решив выдвинуть кандидатуру Чавеса на пост. После часть членов движения покинули его в знак протеста. В июле 1997 года Национальный избирательный совет зарегистрировал партию Движение за Пятую республику (название пришлось изменить так как венесуэльский закон не разрешает партиям использовать имя Симона Боливара). Решение Чавеса баллотироваться на пост главы государства не вызвало большого интереса у международных СМИ, которые не считали Чавеса сильным кандидатом, так как опросы показывали невысокий, всего 8 %, уровень поддержки Чавеса.

## Избирательный процесс
Выборы 1998 года были первыми, которые проводил беспартийный Национальный избирательный совет. Кроме того, впервые в мире использовалась автоматизированная система голосования, представлявшая собой «единую интегрированную электронную сеть, которая должна была передавать результаты от избирательных участков до центрального штаба в течение нескольких минут». В отличие от предыдущих выборов в 1998 году Венесуэла привлекла наблюдателей не только из других стран Латинской Америки, так как неопределённость новой системы и возможность передачи власти нетрадиционной партии, могли стать причиной сомнений в справедливости итогов выборов. Своих представителей для наблюдения за выборами делегировали Организация американских государств, Европейский союз, Центр Картера и Международный республиканский институт.
Благодаря автоматизированной системе голосования Национальный избирательный совет смог объявить результаты в течение 2,5 часов после закрытия избирательных участков. После подтверждения результатов голосования наблюдателями Центра Картера, проигравший кандидат признал своё поражение спустя несколько часов.

## Кампания
Кампания 1998 года по выборам президента Венесуэлы показал, что электорат не доверяет партиям, предпочитая независимых кандидатов. Опросы декабря 1997 года показывали, что самым популярным кандидатом на пост президента является бывшая королева красоты Ирэн Саес («Мисс Вселенная 1981»), успешный мэр самого богатого района Каракаса — Чакао. За неё в качестве независимого кандидата были готовы отдать свои голоса почти 70 % опрошенных. Однако, уже летом 1998 года рейтинг Саес, несмотря на траты миллионов долларов на рекламу, упал до 15 %, причинами чего стал ряд ошибочных решений, принятых ею на посту мэра, из-за чего общественность стало более скептически относиться к её готовности к президентству, и согласие баллотироваться от партии КОПЕЙ, из-за которого она потеряла доверие как независимый кандидат против истеблишмента Упал рейтинг и второго по популярности независимого кандидата Клаудио Фермина, участника выборов 1993 года как кандидата Демократического действия. Если в декабре 1997 года его были готовы поддержать 35 % опрошенных, то уже в апрелю 1998 года таковых набралось всего 6 %..
Одновременно с падением популярности Саес и Фермина росли рейтинги Уго Чавеса и Энрике Саласа Рёмера. Уже летом 1998 года стало ясно, что именно они будут бороться за пост президента. В сентябре 1997 года за Чавеса были готовы проголосовать всего 5 % опрошенных, в конце февраля 1998 года более 10 %,, в мае — 30 %, а августе уже 39 %.. Вторым по популярности был Салас Рёмер, губернатор штата Карабобо и лидер новой партии «Проект Венесуэлы», рейтинг которого в августе 1998 года вырос до 21 %.
Предвыборная платформа Чавеса включала три основных обязательства. Во-первых, он обещал, что ликивидирует старую политическую систему и обеспечит участие во власти независимым и новым партиям. Во-вторых, Чавес пообещал покончить с коррупцией. В-третьих, он обещал искоренить бедность в Венесуэле. Чтобы завоевать доверие избирателей, Чавес подготовил проект повестки дня, которая в значительной степени опиралась на его интерпретацию боливарианизма. В ходе избирательной кампании он активно использовал присущие ему харизму и ораторские способности, пытаясь обилием разговорных и грубых слов завоевать доверие и благосклонность электората, в первую очередь рабочего класса и бедных.
Традиционные главные партии Венесуэлы, «Демократическое действие» и КОПЕЙ, надеялись, что региональные выборы 8 ноября, помогут им хотя бы частично вернуть былое влияние. В итоге социал-демократам удалось победить на выборах губернаторов в 8 из 23 штатов, КОПЕЙ победила в 3 штатах. За месяц до президентских выборов опросы показали преимущество Чавеса в 6-12 процентных пункта над Саласом Рёмером. Не желая победы слишком левого для них Чавеса «Демократическое действие» и КОПЕЙ решили поддержать его соперника. КОПЕЙ отказалась от выдвижения Ирэны Саес, а «Демократическое действие» от своего кандидата Альфаро Усеро. Несмотря на потерю поддержки от своих партий они всё таки приняли участие в выборах. Опасаясь негативной реакции избирателей Салас Рёмер отказывался от официальной поддержки со стороны ДД и КОПЕЙ, но в итоге согласился сотрудничать с региональными и местными отделениями этих партий, по прежнему дистанцируясь от их национального руководства. В конце концов, этого оказалось недостаточно и Чавес выиграл с существенным перевесом, победив в 17 штатах из 23.

## Кандидаты
В общей сложности для участия в выборах было зарегистрировано 11 кандидатов
- Уго Чавес (Движение за Пятую республику) — профессиональный военный, подполковник, магистр политологии, организатор неудачной попытки военного переворота 1992 года. Поддержан рядом левых партий (Движение к социализму, Народное избирательное движение, Коммунистическая партия Венесуэлы, «Отечество для всех»).
- Энрике Салас Рёмер («Проект Венесуэла») — экономист, политик. Губернатор штата Карабобо (1990—1996). В 1998 году вышел из КОПЕЙ и основали свою партию. Поддержан Демократическим действием и КОПЕЙ.
- Ирэн Саес	(коалиция исп. Integración, Representación, Nueva Esperanza — I.R.E.N.E.) — в прошлом королева красоты, позднее политолог. Мэр Чакао (одно из пяти муниципальных образований метрополитенского района Каракаса). Первоначально баллотировалась от социал-христианской партии КОПЕЙ, которая позже отозвала её кандидатуру, поддержана партиями FD, «Пламя Венесуэлы» и «По Воле Города».
- Луис Альфаро Усеро (Демократический республиканский союз) — профессиональный политик. Губернатор штата Монагас (1965—1968), сенатор, генеральный секретарь ДД (1991—1998). Первоначально баллотировался от социал-демократической партии Демократическое действие, которая позже отозвала его кандидатуру, выдвинут центристской партией ДРС поддержан партиями Организация подлинного обновления, RENACE, FIN и Националистическая организация активной демократии.
- Мигель Родригес Фандео (Движение открытия) — экономист и политик. Министр планирования и председатель Центрального банка Венесуэлы во время второго срока Карлоса Андреса Переса. Выдвинут левоцентристской партией экс-президента Андреса Переса.
- Альфредо Рамос («Радикальное дело») — инженер-электротехник и политик.
- Радамес Муньос Леон («Новый курс») — профессиональный военный, вице-адмирал ВМС Венесуэлы. Министр обороны при президенте Рамоне Хосе Веласкесе (1993—1994).
- Освальдо Суху Раффо (FS)
- Алехандро Пена Эсклуза (Венесуэльская партия труда) — правозащитник, лидер Группы солидарности и президент НПО UnoAmérica.
- Доменико Танзи (PARTICIPA)
- Игнасио Кинтана («Национальное мнение») — магистр философии и политической социологии, профессор и писатель.

## Результаты
| \| \| \| | 56,20 % |
|          |         |

|  |  |

| \| \| \| | 39,97 % |
|          |         |

|  |  |

| \| \| \| | 2,82 % |
|          |        |

|  |  |

| \| \| \| | 0,42 % |
|          |        |

|  |  |

| \| \| \| | 0,30 % |
|          |        |

|  |  |

| \| \| \| | 0,11 % |
|          |        |

|  |  |

| \| \| \| | 0,04 % |
|          |        |

|  |  |

| \| \| \| | 0,04 % |
|          |        |

|  |  |

| \| \| \| | 0,04 % |
|          |        |

|  |  |

| \| \| \| | 0,03 % |
|          |        |

|  |  |

| \| \| \| | 0,02 % |
|          |        |

|  |  |

1. ↑  Учтены как действительные, так и недействительные и пустые бюллетени
2. ↑  Учтены как действительные, так и недействительные и пустые бюллетени

## Значение
Выборы 1998 года окончательно уничтожили двухпартийную систему в Венесуэле, покончив с 40-летним доминированием на политической сцене двух партий, Демократического действия и КОПЕЙ. Взамен так называемого «пунтофихизма» (название венесуэльской системы демократии, от «Пакта Пунто-Фихо», заключённого основными партиями страны в 1958 году и определявшего контуры политического консенсуса) пришёл режим Пятой республики, означавший господство Уго Чавеса и его сторонников. После победы Чавеса на выборах 1998 года, оппозиция 17 лет подряд проигрывала на президентских и парламентских выборах, лишь один раз сумев выиграть референдум по вопросу изменения конституции.